# Główczyce (gemeente)
De gemeente Główczyce is een landgemeente in het Poolse woiwodschap Pommeren, in powiat Słupski.
De gemeente bestaat uit 26 administratieve plaatsen solectwo: Będziechowo, Cecenowo, Ciemino, Choćmirówko, Dargoleza, Drzeżewo, Główczyce, Gorzysław, Górzyno, Izbica, Klęcino, Pobłocie, Podole Wielkie, Rumsko, Rzuszcze, Siodłonie, Skórzyno, Stowięcino, Szelewo, Szczypkowice, Warblino, Wolinia, Wykosowo, Wielka Wieś, Żelkowo, Żoruchowo
De zetel van de gemeente is in Główczyce.
Op 30 juni 2004 telde de gemeente 9359 inwoners.

## Oppervlakte gegevens
In 2002 bedroeg de totale oppervlakte van gemeente Główczyce 323,81 km², waarvan:
- agrarisch gebied: 58%
- bossen: 28%

De gemeente beslaat 14,05% van de totale oppervlakte van de powiat.

## Demografie
Stand op 30 juni 2004:
| Omschrijving                   | Totaal | Totaal | Vrouwen | Vrouwen | Mannen | Mannen |
| ------------------------------ | ------ | ------ | ------- | ------- | ------ | ------ |
| eenheid                        | aantal | %      | aantal  | %       | aantal | %      |
| inwoners                       | 9359   | 100    | 4586    | 49      | 4773   | 51     |
| bevolkingsdichtheid (inw./km²) | 28,9   | 28,9   | 14,2    | 14,2    | 14,7   | 14,7   |

In 2002 bedroeg het gemiddelde inkomen per inwoner 1444,42 zł.

## Aangrenzende gemeenten
Damnica, Nowa Wieś Lęborska, Potęgowo, Słupsk, Smołdzino, Wicko